# Джуловаць
45°40′ пн. ш. 17°26′ сх. д. / 45.67° пн. ш. 17.43° сх. д.
Джуловаць (хорв. Đulovac) — громада і населений пункт у Беловарсько-Білогорській жупанії Хорватії.

## Населення
Населення громади за даними перепису 2011 року становило 3 245 осіб. Населення самого поселення становило 957 осіб.
Динаміка чисельності населення громади:
Динаміка чисельності населення центру громади:

## Населені пункти
Крім поселення Джуловаць, до громади також входять:
- Бастайські Брджани
- Батиняни
- Батинська Рієка
- Борова Коса
- Добра Куча
- Доня Врієска
- Донє Цьєпидлаке
- Горня Врієска
- Горнє Цьєпидлаке
- Катинаць
- Кореничани
- Кравляк
- Мала Бабина Гора
- Мала Клиса
- Малі Бастаї
- Малий Милетинаць
- Масленяча
- Нова Кривая
- Поточани
- Пуклиця
- Ремоваць
- Стара Кривая
- Шкодиноваць
- Велика Бабина Гора
- Велика Клиса
- Великі Бастаї
- Великий Милетинаць
- Вуковіє